# William M. Evarts
William Maxwell Evarts (ur. 6 lutego 1818 w Bostonie, zm. 28 lutego 1901 w Nowym Jorku) – amerykański polityk.

## Życiorys
Urodził się 6 lutego 1818 roku w Bostonie. Jego rodzicami byli Jeremiah Evarts i Mehitabel Barnes Sherman. Ukończył studia na Uniwersytecie Yale, studiował nauki prawne w Harvard Law School, został przyjęty do palestry i otworzył prywatną praktykę. W 1843 ożenił się z Helen Minervą Wardner i miał z nią dwanaścioro dzieci. W latach 1849–1853 pracował jako asystent prokuratora okręgowego. W 1861 bezskutecznie kandydował do Senatu z ramienia Partii Republikańskiej. W 1868 Andrew Johnson powołał go na stanowisko prokuratora generalnego, które piastował przez rok. W czasie procesu o impeachment Evarts był jednym z głównych obrońców prezydenta. Był także przedstawicielem Stanów Zjednoczonych przed trybunałem genewskim w sprawie roszczeń Alabamy. Zanim powołano komisję weryfikującą sporne głosy oddane w wyborach prezydenckich z 1876, Evarts był adwokatem Rutherforda Hayesa. W czasie jego kadencji pełnił funkcję sekretarza stanu. Jednym z kluczowych zagadnień tego czasu było uznanie nowego rządu Meksyku, prowadzonego przez Porfiria Díaza. W zamian za to uznanie Evarts zażądał od Meksykanów zgody na swobodne wchodzenie oddziałów armii amerykańskiej na terytorium Meksyku przy pościgach za Indianami szukającymi tam schronienia. W 1885 został wybrany do Senatu, w którym zasiadał sześć lat. Był uważany za dobrego mówcę. Po zakończeniu mandatu przeszedł na polityczną emeryturę, z uwagi na stan zdrowia. Przez ostatnie jedenaście lat życia był niewidomy. Zmarł 28 lutego 1901 roku w Nowym Jorku.